# Greg Kelley
Greg Kelley (* 1973 in North Attleborough, Bristol County, Massachusetts) ist ein US-amerikanischer Jazz- und Improvisationsmusiker (Trompete, Elektronik, auch Perkussion, Gesang), der ähnlich wie Nate Wooley und Peter Evans „die musikalisch-technisch-physischen Grenzen seines Instruments radikal erweitert“.

## Leben und Wirken
Kelley lernte mit zehn Jahren Trompete. Er studierte zunächst in Baltimore am Peabody-Konservatorium der Johns Hopkins University, bevor er nach Boston zurückkehrte. Er war Ende der 1990er-Jahre Mitglied im Aardvark Jazz Orchestra und gründete mit Bhob Rainey die Formation nmperign; ferner arbeitete er in dieser Zeit mit John Voigt, Paul Flaherty und Masashi Harada. 2000 legte er die Soloalben Trumpet und Empty Gestures vor. In den folgenden Jahren arbeitete er in verschiedenen Duo-, Trio- und Bandprojekten u. a. mit Olivia Block, Anthony Braxton (Six Compositions (GTM) 2001), James Coleman, Laurence Cook, Axel Dörner, Jason Lescalleet, Pauline Oliveros, Joe McPhee, John Shiurba, Weasel Walter und C. Spencer Yeh. Im Bereich des Jazz und der improvisierten Musik war er zwischen 1996 und 2008 an 29 Aufnahmesessions beteiligt. In Deutschland trat er 2014 in Mazen Kerbajs ARIHA Trumpet Ensemble in der NOWJazz Session der Donaueschinger Musiktage auf.

## Diskographische Hinweise
- Greg Kelley/Tatsuya Nakatani/Curt Newton: Field Recordings, Volume One: The Birthday (Boxholder, 1999)
- Aardvark Jazz Orchestra: The Seeker (Leo, 2000)
- Greg Kelley/Jason Lescalleet: Forlorn Green (2001)
- Bhob Rainey/Greg Kelley: More Gloom More Light (2002)
- Cold Bleak Heat: It’s Magnificent But It Isn’t War (2003), mit Paul Flaherty, Matt Heyner, Chris Corsano
- Nmperign & Jason Lescalleet: Love Me Two Times (Intransitive, 2006)
- Self-Hate Index (2008) solo